# Sjöormen-Klasse
Die Sjöormen-Klasse diesel-elektrischer U-Boote wurde 1968/69 in den Dienst der schwedischen Marine gestellt. Die HMS Sjöormen gehörte zu einer eigenen Klasse an schwedischen U-Booten, von denen insgesamt fünf Exemplare gebaut wurden, wobei die Sjöormen, die Sjölejonet und die Sjöhunden in Malmö und die Sjöhästen und die Sjöbjörnen auf der Werft in Karlskrona gebaut wurden.

## Einheiten
| Kennung | Name           | Bauwerft               | Stapellauf      | Indienststellung   | Außerdienststellung | Verbleib                                  |
| ------- | -------------- | ---------------------- | --------------- | ------------------ | ------------------- | ----------------------------------------- |
| Sor     | HMS Sjöormen   | Kockums, Malmö         | 25. Januar 1967 | 31. Juli 1968      | 1997                | verkauft an Singapur als RSS Centurion    |
| Sle     | HMS Sjölejonet | Kockums, Malmö         | 29. Juni 1967   | 16. Dezember 1968  | 1997                | verkauft an Singapur als RSS Conqueror    |
| Sbj     | HMS Sjöbjörnen | Marinewerft Karlskrona | 9. Januar 1968  | 28. Februar 1969   | 1997                | verkauft an Singapur als RSS Challenger   |
| Shu     | HMS Sjöhunden  | Kockums, Malmö         | 21. März 1968   | 25. Juni 1969      | 1997                | verkauft an Singapur als RSS Chieftain    |
| Shä     | HMS Sjöhästen  | Marinewerft Karlskrona | 6. August 1968  | 15. September 1969 | 1997                | verkauft an Singapur als Ersatzteilträger |

## Einsatz bei der Schwedischen Marine
Am 31. Juli 1968 wurde der schwedischen Marine das erste U-Boot mit dem Namen Sjöormen (Seeschlange) ausgeliefert und von dieser in Betrieb genommen. Es war eine völlig neue Art von U-Boot, das mehrere Wochen unter der Wasseroberfläche bleiben konnte und einen völlig neuen Antrieb hatte. Es hatte eine tropfenförmige Rumpfform und war in der Lage, bis zu 150 Meter zu tauchen. Die Konzeption erinnert in vielen Punkten an die des amerikanischen Versuchs-U-Bootes USS Albacore. Jedes der U-Boote hatte sechs Rohre für Torpedos, optionale Minenlegekapazitäten und hätte theoretisch auch taktische Kernwaffen aufnehmen können. 1984 bis 1985 wurden alle Boote der Klasse modernisiert, 1992 erhielten die Boote Sjölejonet und Sjöhunden ein modernisiertes Sonar.

## Challenger-Klasse der RSN
Die Sjöormen und ihre vier Schwesterboote wurden im Jahre 1997 an die Marine Singapurs verkauft, die Republic of Singapore Navy (RSN), da sie für schwedische Verhältnisse als veraltet galten. Sie erhielten eine zusätzliche Klimatisierung für den Dienst in tropischen Gewässern und wurden zwischen 2001 und 2003 in Dienst gestellt. Bereits im März 2015 wurden die Boote Challenger und Centurion außer Dienst gestellt. Die anderen beiden Boote Conqueror und Chieftain erst etwa 10 Jahre später im November 2024.